# 尚学礼
尚学礼（1575年2月16日—1624年5月12日），字端侯，号君望，祖籍山西平阳府洪洞县，生于北直隶真定府衡水县，明末抗金将领，官至都司。天启元年（1621年），随明将毛文龙深入敌后作战，取得镇江大捷，天启四年（1624年）在辽东旋城巡逻时（今辽宁省庄河市境内）被后金军包围，力战阵亡。顺治十三年（1656年），清廷追封其子尚可喜三代，尚学礼亦被追封为平南王。

## 生平

### 家世背景
尚学礼祖籍山西平阳府洪洞县。祖父尚生，携家迁居北直隶真定府衡水县。父亲尚继官，共生二子，长子尚学书，仍然居住在衡水。次子尚学礼，万历三年正月初六（1575年2月16日）出生，后随父迁居辽东海州卫，成为海城尚氏的始祖。

### 从军东江
天启元年（1621年）辽沈之战后，辽阳、沈阳相继陷落，南四卫（金州卫、复州卫、海州卫、盖州卫）亦遭后金屠戮，尚学礼与家人在战乱中失散。这时候，位于重镇广宁的辽东巡抚王化贞招募勇士，前往后金后方活动。尚学礼见家国残破，慨然应募。

### 镇江大捷
天启元年（1621年）秋天，明将毛文龙率197人深入敌后，先收复了猪岛、海洋岛、长山岛、广鹿岛等二千余里沿海岛屿，擒绑后金守岛军官胡可宾、任光先、何国用等人。七月十四日袭破镇江，擒斩后金勋贵佟养真等人，史称“镇江大捷”。尚学礼亦是这197名勇士之一，毛文龙在战后奏折上有提到尚学礼，当时他的官职是千总。

### 壮烈殉国
毛文龙开镇东江后，尚学礼作为最初追随者之一，成为东江军的骨干力量。在与后金的大小战斗中，屡立功勋，升为都司。天启四年三月二十五日（1624年5月12日），尚学礼在旋城一带（今辽宁省庄河市境内）出哨巡逻时，遭遇后金军的包围，尚学礼奋勇格斗，杀死多人，力尽殉国。天启五年（1625年），毛文龙上表请求对尚学礼等人加以忧恤，明廷是否予以忧恤和追赠，没有明确地记载。顺治十三年（1656年），清廷追赠其子尚可喜三代，尚学礼亦被追赠为平南王。

## 家庭
父尚继官，母田氏，初娶刘氏，继娶王氏。有五嫡子：尚可进、尚可爱、尚可和、尚可喜、尚可位；侧室马氏，生一子尚可福。《清史稿》记载明朝东江镇总兵黄龙有部将尚可义，旅顺沦陷时阵亡，是其子侄辈。

### 引用
1. 1 2  尚玉德《尚氏宗谱·卷之四》：“学礼，字端侯，号君望，王夫人田氏所出，生于明乙亥年正月初六日子时。”
2. ↑  《平南敬亲王尚可喜事实册》：“王先世山西洪洞人。高祖讳生，迁真定府衡水县，生二子，长继芳，无嗣；次即曾祖讳继官。生二子，长学书，仍居衡水；次即祖学礼。三世皆以王贵，赠平南王。先是，曾祖挈学礼公过辽东，因家海州，今遂为辽东人。”
3. ↑  《平南王元功垂范》：“先赠王以故里丘墟，欲乘长风破万里浪，仗剑揭王抚军化贞。抚军器之，令偕毛帅文龙结壮士进据东江。”
4. ↑  《东江疏揭塘报节抄》卷1：“有千余骑出镇江地方，札加千总王辅、把总刘文举、巡江千总尚学礼、王高及实授守备陈志、札加守备尤景和、千总王承鸾、毛承禄、张元祉，把总许伯周、潘应蛟、徐应翰等□共八百余名，奋勇迎击。”
5. ↑  《平南王元功垂范》：“先赠王提兵趋旋城，有警。三月二十四日，与周世龙、世虎、世豹等抵石藻桥，败其哨骑。翌日，攻楼子山，敌设两伏，益兵来战。先赠王策马渡桥，所向披靡。伏发，突围而出，至桥，桥断，还骑格斗，与世龙等皆没于阵。”
6. ↑  《东江疏揭塘报节抄》卷4：“暨从前历战阵亡官兵，其勇烈足纪者，有都司程起鹏、毛有时、尚学礼，守备朱景明、戴虎、吴国元、毛有远等。五原侠骨，已梦断万里乡心；几处忠灵，犹幻作三韩厉鬼。此职所遥望祭奠，号哭竟日，而不能自已者。伏冀皇上不靳忧恤之隆，以昭国家激劝之典，则抒荩血战之夫，悉报国犁庭之士，而三韩再造，可企足俟矣。”
7. ↑  《辽宁碑志·上编·第五节·海城尚可喜墓志铭》：“世祖十三年，赐王三代爵。”
8. ↑  《清史稿·列传二十一》：“明年秋七月，有德等从我师攻旅顺，龙兵败，自杀，部将尚可义战死，盖可喜兄弟行也。”